# Fàbrica Rovira
La Fàbrica Rovira era un edifici del municipi d'Igualada (Anoia).

## Descripció
És una construcció industrial de principis del segle formada per una ampla nau longitudinal construïda amb pedra estucada on el més remarcable són els diferents elements estructurals que s'incorporen al conjunt, omplint-lo de varietats ritmes que donen més mobilitat al conjunt. Destaquen també les obertures amb marcs de totxo cuit i les petites torres de pedra que s'instal·len a cada extrem superior dels murs. La incorporació de nous elements estructurals i de la pedra a més a més del totxo, ens fan datar aquest edifici en una època més avançada del moviment modernista a la nostra ciutat. El sr. Roura en tornar d'Amèrica va construir la fàbrica i al costat la torre per a habitatge.